# Cella fotoelettrochimica
Una cella fotoelettrochimica (in inglese photoelectrochemical cell, spesso abbreviata con l'acronimo PEC) è una cella solare che ricava energia elettrica dalla luce, compresa quella visibile. Una cella fotoelettrochimica è costituita da uno o più elettrodi; almeno uno di tali elettrodi è un fotoelettrodo (fotoanodo o fotocatodo), cioè un particolare elettrodo costituito da un materiale (in genere semiconduttore) in grado di sviluppare corrente elettrica in seguito all'assorbimento di energia luminosa.
Il funzionamento di una cella fotoelettrochimica è simile a quello di una cella elettrochimica, con la differenza che la reazione redox che avviene in corrispondenza del fotoelettrodo sfrutta l'energia luminosa per il suo avanzamento.
Alcune celle fotoelettrochimiche producono semplicemente energia elettrica, mentre altre producono idrogeno in un processo simile all'elettrolisi dell'acqua.

## Storia
Nel 1839 Alexandre Edmond Becquerel osservò per primo la produzione di energia elettrica tramite una rudimentale cella fotoelettrochimica, costituita da due elettrodi immersi in una soluzione elettrolitica. Negli anni ottanta Lewis mise a punto celle fotoelettrochimiche ad alta efficienza, utilizzando soluzioni elettrolitiche acquose e non acquose.
Nel 1991 Michael Grätzel e Brian O'Regan progettarono le prime DSSC ("dye-sensitized solar cell").
Gli studi sulle DSSC valsero a Michael Grätzel il Premio Millennium Technology nel 2010.

## Cella fotogeneratrice

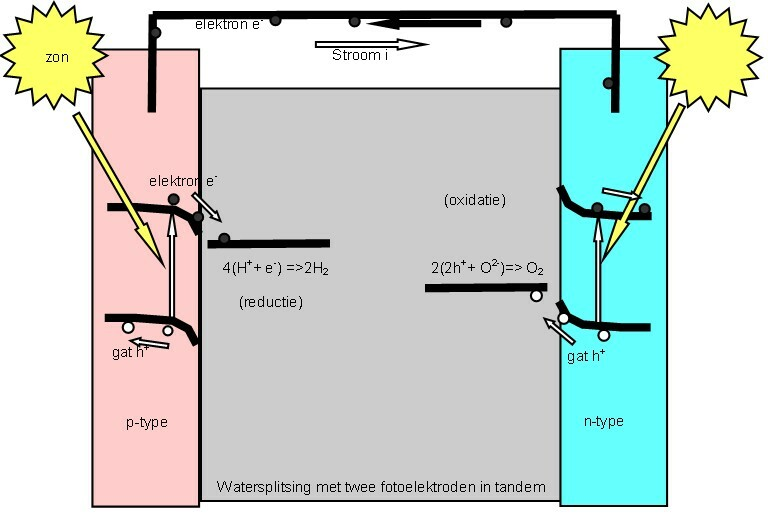
Funzionamento di una cella fotoelettrochimica per la produzione di idrogeno.

Le celle fotogeneratrici sono particolari celle fotoelettrochimiche in cui l'assorbimento di energia luminosa, oltre alla produzione di corrente, determina l'elettrolisi dell'acqua, producendo idrogeno ed ossigeno gassosi. Grazie a queste celle è possibile quindi ottenere idrogeno (che è una forma di energia "trasportabile") dall'energia solare.
Le celle fotogeneratrici presentano un'efficienza anche maggiore del 10%. Uno svantaggio di tali dispositivi è la corrosione dei materiali semiconduttori, determinata dal contatto diretto con l'acqua.

## Altre celle solari di terza generazione
- Cella solare a nanocristalli
- Cella solare a polimero